# Pini
Pini är ett australiskt språk som talas av 10 personer. Pini talas i Väst-Australien. Pini tillhör de pama-nyunganska språken.